# Lilleø (Smålandsfarvandet)
Lilleø (del danés, pequeña isla) es una isla perteneciente a Dinamarca, ubicada al norte de Lolland, en el pequeño estrecho de Smålandsfarvandet. Administrativamente, pertenece al municipio de Maribo. La isla ocupa una superficie de 0,86 km² y alberga una población de 15 habitantes (2005). El punto más alto de la isla se encuentra a 4 m s. n. m. Desde 1914 se encuentra conectada con Askø.